# 17046 Kenway
17046 Kenway è un asteroide della fascia principale. Scoperto nel 1999, presenta un'orbita caratterizzata da un semiasse maggiore pari a 3,1381433 UA e da un'eccentricità di 0,1737954, inclinata di 0,50956° rispetto all'eclittica.